# 若望·亨利·紐曼
聖若望·亨利·紐曼（英語：Saint John Henry Newman；1801年2月21日—1890年8月11日）原為聖公會的牧師，在1845年皈依天主教，並領司鐸品，成為一位天主教神父。後來於1879年被教宗良十三世擢升為樞機，不過他並未被祝聖為主教，而是以司鐸的身分獲得執事級樞機頭銜。他學問淵博，且勇敢討論許多有關宗教信仰等問題，深入探討信仰本質及教義的發展。他可以深刻討論理性、情感、想像力與信仰的關係，雖然他知道人的智力是有極限但他仍勇敢地為理智辯護。年青時已是英國教會牛津運動的重要人物，帶領被新教同化了的英國教會重拾大公教會的源頭與核心價值，重整短暫失落了的禮儀、體制、神學和聖樂。紐曼對於天主教的影響相當大，他的思想尤其在梵蒂岡第二屆大公會議期間深具影響力，所以有人將該大公會議稱為紐曼大會。《慈光歌》為其著名讚美詩歌。
紐曼在2010年9月19日獲教宗本篤十六世在英格蘭伯明翰主持宣福禮，冊封為真福品；教宗方濟各於2019年10月13日在梵蒂岡聖伯多祿廣場將他冊封為聖人。教宗良十四世于2025年7月31日册封他为教会圣师。

## 生平
- 1801年2月21日：出生於英國倫敦。[4]
- 1808年5月：進入伊林（Ealing）學校求學。
- 1816年：在伊林的暑假期間，開始對神職生涯產生興趣。
- 1817年6月：進入牛津大學三一學院
- 1824年6月：獲英國聖公會任命為會吏，並在牛津大學聖格來孟教堂任職。
- 1829年：被任命為牛津童貞女聖瑪利亞大學教堂主任牧師。
- 1832年：在羅馬會晤尼古拉斯·怀斯曼（英语：Nicholas Wiseman）。
- 1833年7月：自義大利歸來後，在哈德利的會議中開始舉行牛津運動。
- 1843年：辭去聖瑪利亞大學教堂的職務。
- 1845年10月：與他的幾名學生一起進入天主教，赴羅馬宗座傳信大學學習神哲學。
- 1847年：在羅馬傳信部內的三賢士堂晉鐸為天主教神父。[1]
- 1851年：獲任為都柏林愛爾蘭天主教大學校長。
- 1858年：辭去愛爾蘭天主教大學校長職務。
- 1879年5月12日：教宗良十三世（1878年－1903年在位）擢升紐曼為樞機，領維拉布洛聖乔治執事區執事銜。[1]
- 1890年8月11日：在埃奇巴斯顿（英语：Edgbaston）離世，終年八十九歲。[4]
- 2010年9月19日：獲教宗本篤十六世冊封為真福品。
- 2019年10月13日：獲教宗方濟各冊封為聖人。
- 2025年7月31日：獲教宗良十四世冊封為教會聖師[6]。

## 著作
- Apologia Pro Vita Sua（意译「為我人生的答辯」），1864年出版
- 《大学的理念》（英語：The Idea of a University）：此书为其一生最有名之著作